# Alexéi Varlámov
Alekséi Nikoláievich Varlámov (Moscú, 23 de junio de 1963) es un filólogo y escritor ruso, conocido especialmente por sus biografías de novelistas de Rusia del siglo XX.

## Biografía
Estudió en la facultad de filología de la Universidad Estatal de Moscú, donde se doctoró y donde hoy ejerce como profesor. Miembro de la Unión de Escritores de Rusia desde 1993, conduce un seminario en el Instituto de Literatura Gorki, colabora en diversas revistas literarias y es miembro del jurado del Premio Yásnaya Poliana. Ha enseñado en la Universidad de Iowa como profesor visitante. Habla español.
Debutó como escritor en 1987 con el cuento Cucarachas, publicado en la revista mensual Oktiabr, pero la fama le llegó en 1995 con la novela Imbécil. Consagrado definitivamente con El nacimiento, ha sido galardonado con diversos premios.

## Premios
- Antibooker 1995 por El nacimiento
- Premio de la revista Oktiabr 1995
- Premio Solzhenitsyn 2006
- Premio Gran Libro, Segundo Lugar, 2007 por su biografía del escritor Alekséi Nikoláyevich Tolstói

## Obras
- Рождение (1995), novela corta - El nacimiento, traducción de Selma Ancira, Acantilado, 2009. ISBN 978-84-96834-96-5 - Premio Antibooker
- Лох (1995) - Imbécil
- Затонувший ковчег (1997) - El arca hundida, novela
- Дом в деревне (1997) - La casa en la aldea, novela corta
- Купол (1999) - Cúpula, novela
- Купавна (2000) - Kupavna, novela
- Вальдес (2005) - Valdez, novela corta

- Prishvin - biografía (2008)
- Aleksandr Grin - biografía (2008)
- Alekséi Tolstói - biografía de Alekséi Nikoláyevich Tolstói (2006)
- Mijaíl Bulgákov - biografía (2008)
- Grigori Rasputin - biografía